# Felix Rutten
Felix Jean Joseph Hubert (Felix) Rutten (Sittard, 13 juli 1882 - Rome, 22 december 1971) was een Limburgse schrijver en dichter. Hij publiceerde zowel in het Nederlands als in het Sittards dialect.

## Levensschets
Felix Rutten studeerde Germaanse filologie aan de Franstalige Katholieke Universiteit Leuven en promoveerde in 1909 aan de Universiteit van Luik op een proefschrift over Joost van den Vondel. Op dat moment maakte Rutten samen met o.a. Jan van Nijlen deel uit van de redactie van het Antwerpse literaire tijdschrift Vlaamsche Arbeid.  
Vanaf 1910 maakte hij reizen door Europa en Noord-Afrika en deed daarvan verslag in literaire reisboeken. Tussen 1914 en 1929 verbleef hij in Nederland. Van 1919 tot 1929 was hij getrouwd met de schrijfster Marie Koenen, met wie hij in het Zuid-Limburgse Geulle woonde. Na de scheiding vertrok hij naar Rome. Hij werd bekend als de 'Limburgse Romein' en voor zijn promotie van de stad Rome kreeg hij in 1957 de Medaille van Verdienste van de Eeuwige Stad.
Als dichter kan Rutten gezien worden als een navolger van de Tachtigers. De meeste verhalen en gedichten in het Sittards dialect schreef hij vanaf zijn zeventigste verjaardag. Bij zijn tachtigste verjaardag werd hij benoemd tot ereburger van Sittard. In Sittard staat een borstbeeld van Rutten in de naar hem genoemde Felix Ruttenlaan. In Voerendaal is eveneens een straat naar hem genoemd.

## Publicaties
- Eerste verzen (1905)
- Ons Eigen Land: Van de zuidelijke zandvlakten en heuvelrijen (1908)
- Avondrood (1913)
- Goede Vrijdag (1914)
- Onder den rook der mijn (1914)
- Limburgsche sagen (1916)
- Hagar (1917)
- Sinte-Franciscus-Gebarenspel (1917)
- Eva's droom (1917)
- De rabbijn van Selcha (1917)

- Levenswijding (1917)
- Beatrijs (1918)

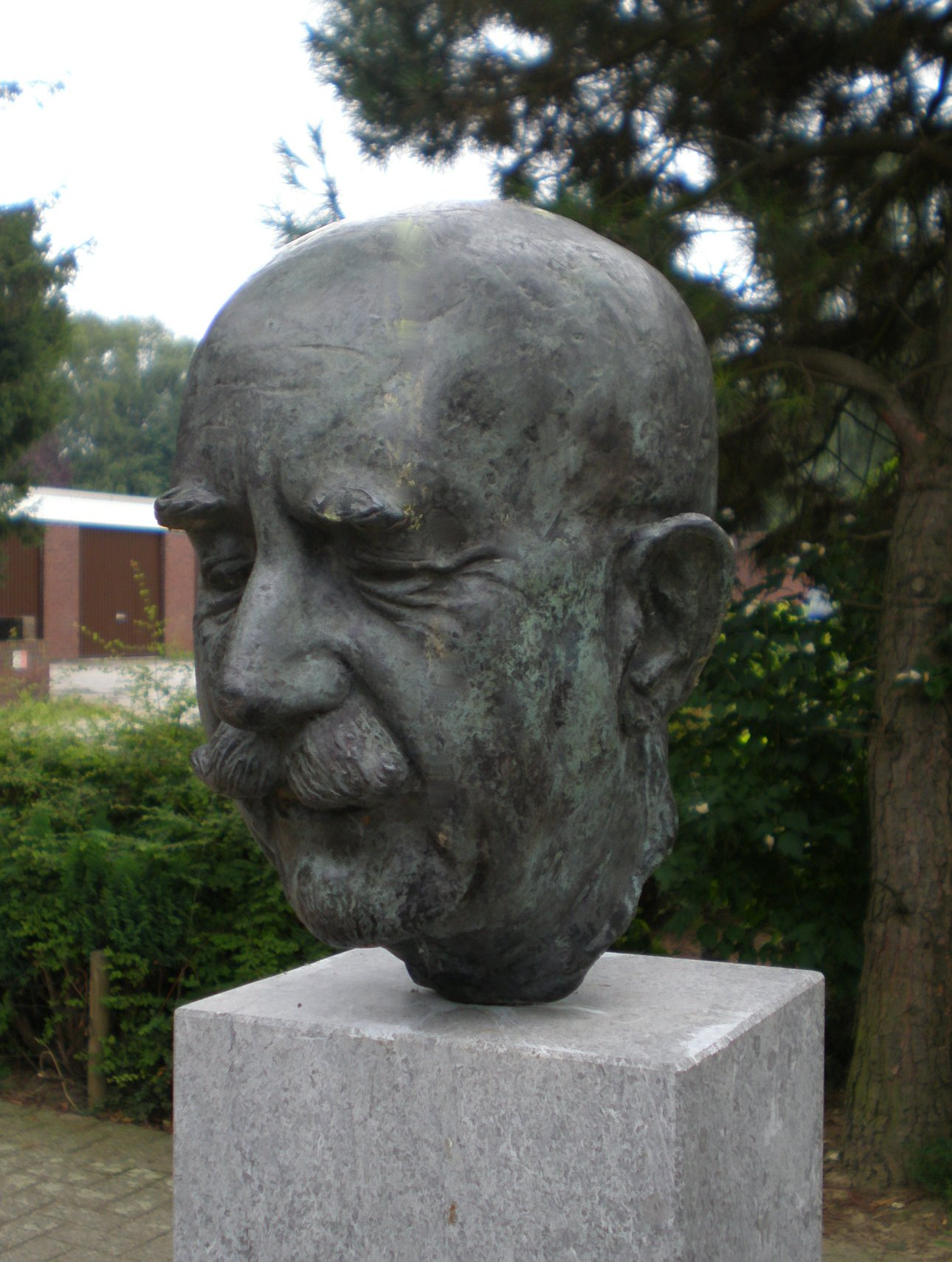
Portretbuste van Rutten (hoek Kollenberg/Felix Ruttenlaan)

- Ons mooie Nederland: Limburg (1918)
- Vreemdelingenverkeer en Democratie: Rede (1919)
- Jessonda (1920)
- Jong Leven Verzen (1920), co-auteur: Marie Koenen
- Sonnetten (1921)
- De verzonken tuin (1923)
- Spanje (1924)
- Brugge (1925)
- Bijbelsch Leesboek (1926), co-auteur: Huib Luns
- Polen, een herboren land (1931)
- Geschiedenis van Asselt (z.j.), (co-auteurs: G. Krekelberg en Pinckers)
- Joegoslavië (1937)
- Confiteor (1938)
- Alexander Manzoni (1939)
- Iwan (1955)
- Toskane, druivenland (1962)
- Terugblik 1880-1930 (2003)

Dialectwerken:
- Alaaf Zitterd, Leidjes in Oos Plat (1956)
- Registro, dialectverzen (1957)
- Daags veur Krismes (1957)
- Limburg zingt, liederen in Sittards dialect (1957)
- Novellen, Sittards dialect (1958)
- 't Geheim van de gröb (1962) (Veldeke-serie)
- Doe bleefs in mich, bloemlezing uit zijn dialectwerk (1982)
- Oet awd Zitterd (1993)

Felix Rutten publiceerde regelmatig poëzie en proza in het tijdschrift van de dialectvereniging Veldeke en verder in de Dietsche Warande en Belfort, De Gemeenschap, De Beweging, De Groene Linde, De Gids, Roeping, Onze Eeuw, De Beiaard, De Aarde en haar Volken, Orpheus, Eigen Haard, Den Gulden Winckel, Ons Eigen Tijdschrift, Vlaamsche Arbeid, Mededeelingen Nederlands Historisch Instituut Rome en het Limburgs Dagblad (1955-58). Daarnaast was Rutten mederedacteur van Nedermaas, Limburgs geïllustreerd Maandblad.